# Lapugnoy
Lapugnoy est une commune française située dans le département du Pas-de-Calais en région Hauts-de-France. Ses habitants sont appelés les Punéens. La commune est membre de la communauté d'agglomération de Béthune-Bruay, Artois-Lys Romane.

## Géographie

### Localisation
Localisée dans l'est du département du Pas-de-Calais, Lapugnoy est une commune traversée par la Clarence et située, à vol d'oiseau, à 7 km à l'ouest de la commune de Béthune (aire d'attraction et chef-lieu d'arrondissement).
Le territoire de la commune est limitrophe de ceux de six communes.
Les communes limitrophes sont  Allouagne, Bruay-la-Buissière, Chocques, Labeuvrière, Lozinghem et Marles-les-Mines.

### Géologie et relief
La superficie de la commune est de 8,61 km2 ; son altitude varie de 24  à   93 m.

### Hydrographie
Le territoire de la commune est situé dans le bassin Artois-Picardie.
La commune est traversée par trois cours d'eau : 
- la rivière la Clarence, cours d'eau naturel de 33 km, qui prend sa source dans la commune de Sains-lès-Pernes et se jette dans la Vieille Lys aval au niveau de la commune de Calonne-sur-la-Lys[4],[5] ;

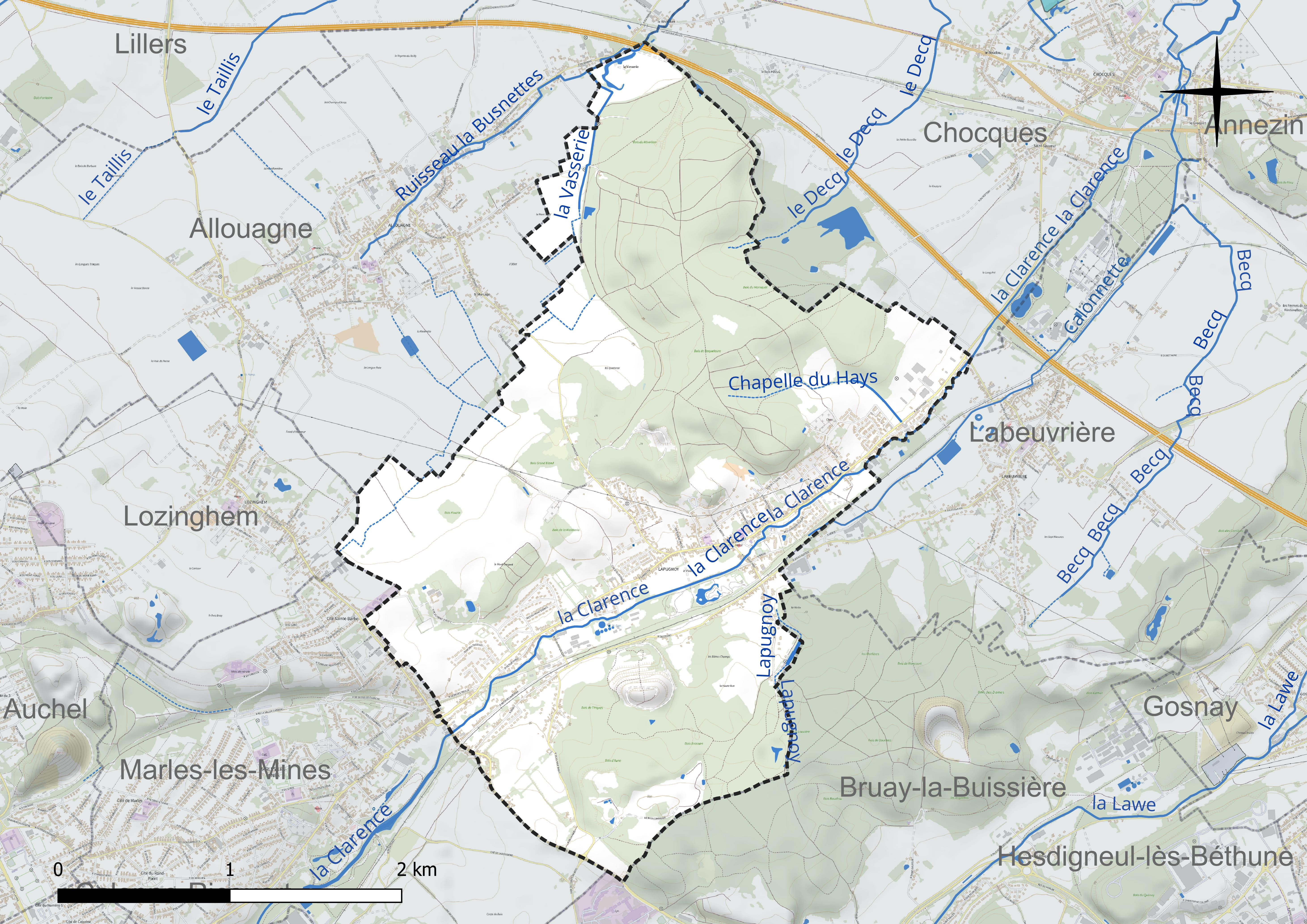
Réseau hydrographique de Lapugnoy.

- le ruisseau la Busnettes, cours d'eau naturel de 8,34 km, qui prend sa source dans la commune d'Allouagne et se jette dans le Grand Nocq au niveau de la commune de Gonnehem[6] ;
- la Calonette, cours d'eau naturel de 3,92 km, qui prend sa source dans la commune, et se jette dans la Clarence au niveau de la commune de Chocques[7].

### Climat
Pour des articles plus généraux, voir Climat des Hauts-de-France et Climat du Pas-de-Calais.
En 2010, le climat de la commune est de type climat océanique dégradé des plaines du Centre et du Nord, selon une étude du CNRS s'appuyant sur une série de données couvrant la période 1971-2000. En 2020, Météo-France publie une typologie des climats de la France métropolitaine dans laquelle la commune est exposée à un climat océanique et est dans la région climatique Côtes de la Manche orientale, caractérisée par un faible ensoleillement (1 550 h/an) ; forte humidité de l’air (plus de 20 h/jour avec humidité relative > 80 % en hiver), vents forts fréquents.
Pour la période 1971-2000, la température annuelle moyenne est de 10,4 °C, avec une amplitude thermique annuelle de 13,8 °C. Le cumul annuel moyen de précipitations est de 793 mm, avec 12,6 jours de précipitations en janvier et 8,6 jours en juillet. Pour la période 1991-2020, la température moyenne annuelle observée sur la station météorologique la plus proche, située sur la commune de Lillers à 7 km à vol d'oiseau, est de 11,1 °C et le cumul annuel moyen de précipitations est de 731,5 mm,. Pour l'avenir, les paramètres climatiques de la commune estimés pour 2050 selon différents scénarios d'émission de gaz à effet de serre sont consultables sur un site dédié publié par Météo-France en novembre 2022.

### Milieux naturels et biodiversité

#### Espace protégé et géré
La protection réglementaire est le mode d’intervention le plus fort pour préserver des espaces naturels remarquables et leur biodiversité associée.
Dans ce cadre, on trouve sur le territoire de la commune un terrain géré (location, convention de gestion) par le conservatoire d'espaces naturels des Hauts-de-France : le bois des dames, d'une superficie de 140 ha.

#### Zones naturelles d'intérêt écologique, faunistique et floristique
L’inventaire des zones naturelles d'intérêt écologique, faunistique et floristique (ZNIEFF) a pour objectif de réaliser une couverture des zones les plus intéressantes sur le plan écologique, essentiellement dans la perspective d’améliorer la connaissance du patrimoine naturel national et de fournir aux différents décideurs un outil d’aide à la prise en compte de l’environnement dans l’aménagement du territoire.
Le territoire communal comprend deux ZNIEFF de type 1 :
- le bois des Dames, d’une superficie de 634 ha et d'une altitude variant de 36  à   76 m[16].

La commune, ainsi que celles de Bruay-la-Buissière, Labeuvrière et Gosnay, située sur cette ZNIEFF, abritent le bois des Dames qui s'étend sur près de 401 hectares. C'est l'une des deux seules forêts de protection de la région Nord-Pas-de-Calais, instituée en 1984 en application du code forestier,. C'est un élément important de la trame verte régionale, qui doit aussi être connecté à la Trame bleue dans le cadre du SAGE de la Lys, via le corridor de la vallée de la Lawe à connecter à la ceinture verte de Béthune dans le cadre d'un SAGE. ;
- le bois de Lapugnoy, d’une superficie de 411 ha et d'une altitude variant de 26  à   76 m. Cette ZNIEFF est un ensemble boisé sur une butte sablo-argileuse du Tertiaire[21].

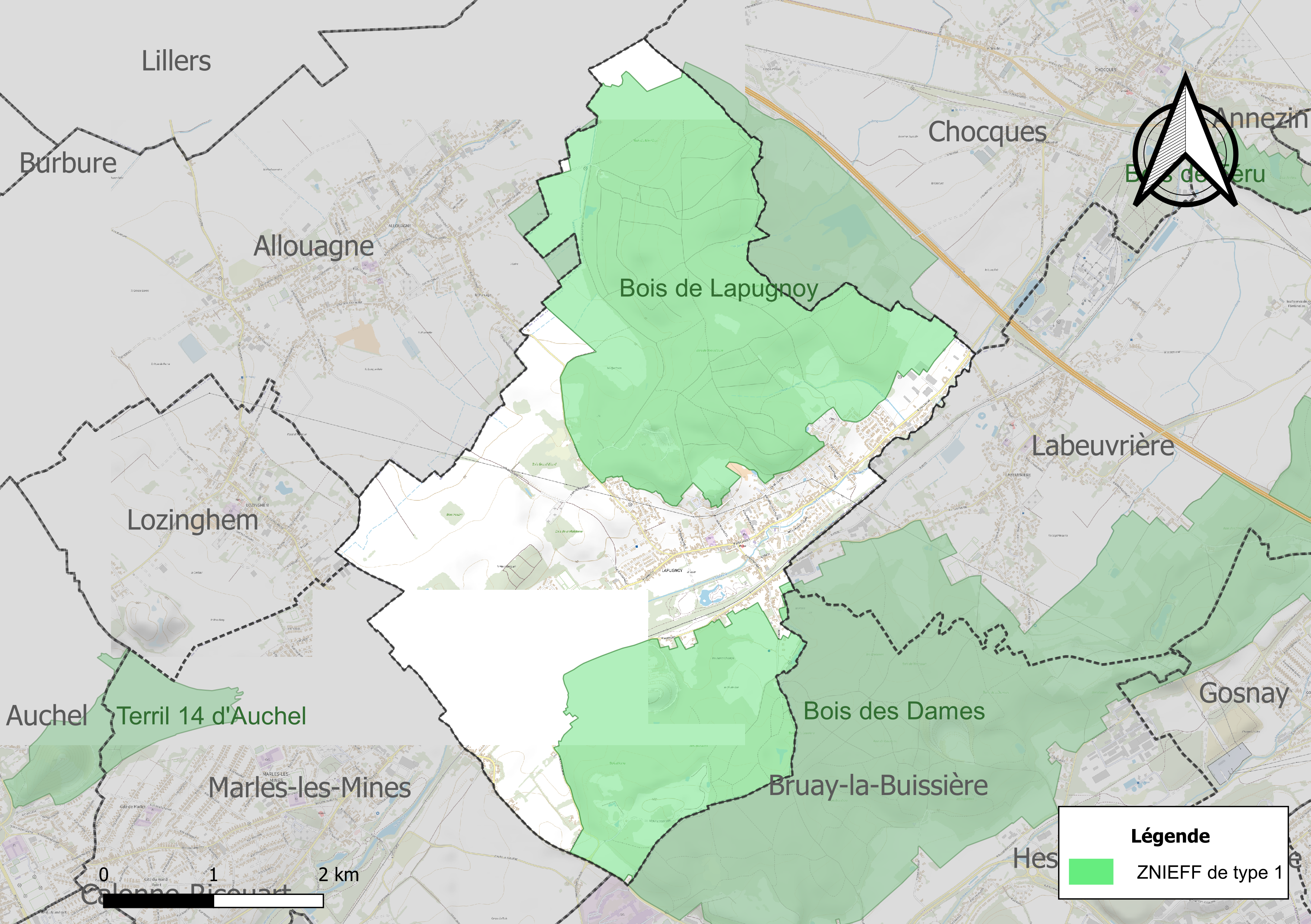
Carte des ZNIEFF sur la commune.

#### Espèces faunistiques et floristiques
L’Inventaire national du patrimoine naturel (INPN) recense plusieurs espèces faunistiques et floristiques sur le territoire de la commune dont certaines sont protégées et d’autres menacées et quasi-menacées.

## Urbanisme

### Typologie
Au 1er janvier 2024, Lapugnoy est catégorisée ceinture urbaine, selon la nouvelle grille communale de densité à sept niveaux définie par l'Insee en 2022.
Elle appartient à l'unité urbaine de Béthune, une agglomération inter-départementale regroupant 94  communes, dont elle est une commune de la banlieue,,. Par ailleurs la commune fait partie de l'aire d'attraction de Béthune, dont elle est une commune de la couronne,. Cette aire, qui regroupe 23 communes, est catégorisée dans les aires de 50 000 à moins de 200 000 habitants,.

### Occupation des sols
L'occupation des sols de la commune, telle qu'elle ressort de la base de données européenne d’occupation biophysique des sols Corine Land Cover (CLC), est marquée par l'importance des forêts et milieux semi-naturels (40,1 % en 2018), une proportion identique à celle de 1990 (40,1 %). La répartition détaillée en 2018 est la suivante : 
forêts (40,1 %), terres arables (30,7 %), zones urbanisées (23,6 %), mines, décharges et chantiers (3 %), prairies (2,6 %), zones industrielles ou commerciales et réseaux de communication (0,1 %). L'évolution de l’occupation des sols de la commune et de ses infrastructures peut être observée sur les différentes représentations cartographiques du territoire : la carte de Cassini (XVIIIe siècle), la carte d'état-major (1820-1866) et les cartes ou photos aériennes de l'IGN pour la période actuelle (1950 à aujourd'hui).

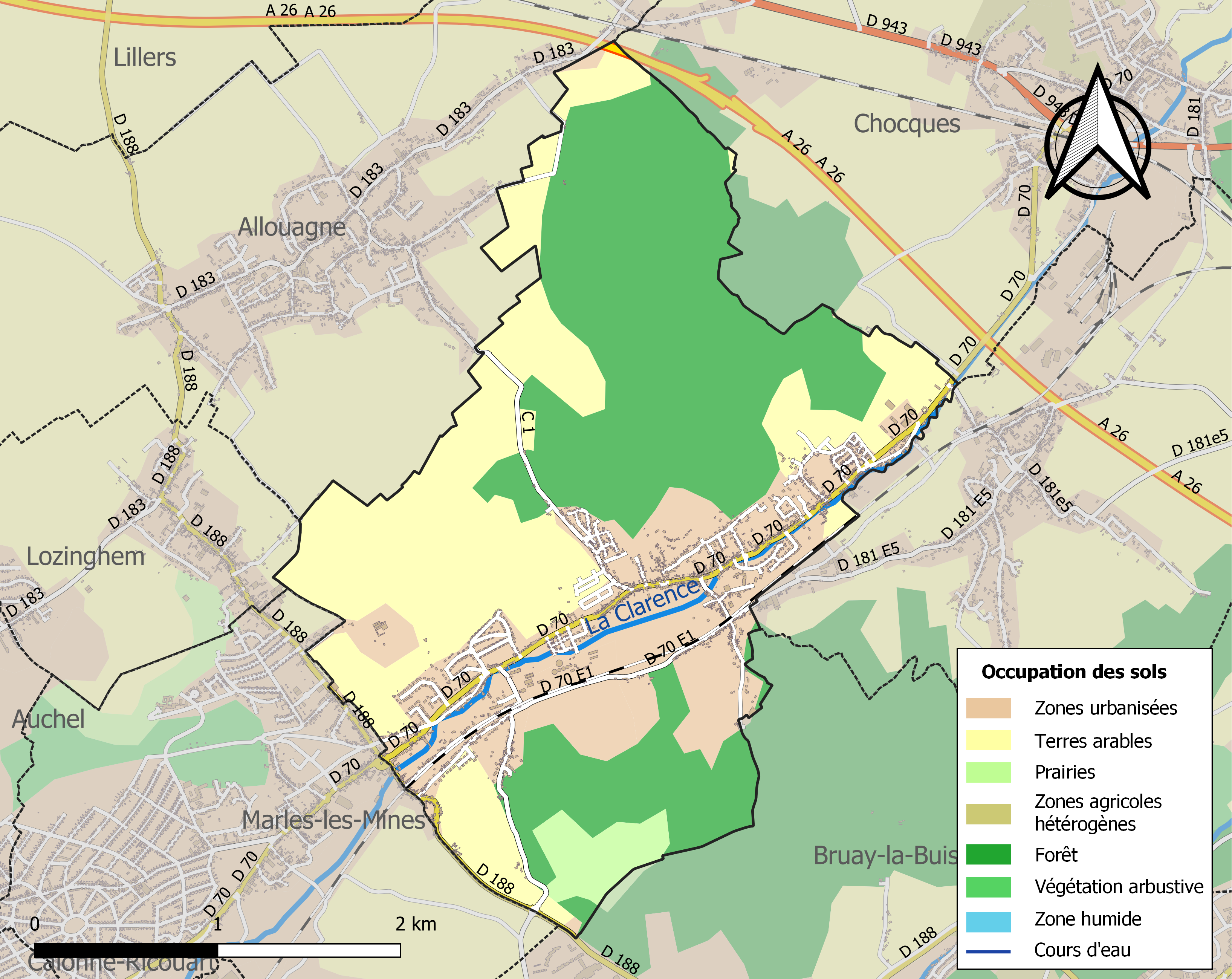
Carte des infrastructures et de l'occupation des sols de la commune en 2018 (CLC).

### Risques naturels et technologiques

#### Risque inondation
À la suite du passage des tempêtes Ciarán, Domingos et Elisa et des inondations et coulées de boue qui se sont produites, la commune est reconnue, par arrêté du 14 novembre 2023, en état de catastrophe naturelle pour inondations et coulées de boue sur la période du 2 au 12 novembre 2023, comme 179 autres communes du département.

## Toponymie
La commune nous apprend que la partie la plus ancienne de Lapugnoy porte le nom d’Ecque . Elle a fusionné en 1739 avec un lieu-dit, pugnoie, pour devenir au fil des siècles la ville que nous connaissons aujourd'hui.
Ecque est attesté sous les formes Eka au IXe siècle ; Eke en 1100 ; Ecca en 1200 ; Ecke en 1340 ; Eque en 1374 ; Esque en 1375 ; Ecque en 1530 ; Esques-en-Pugnoie en 1739 ; Heek en 1759.

Formes désignant le hêtre, une hêtraie, à partir de la racine ek. Les bois de chênes s’appelaient Eik-holt, d’où Eeklo en Flandre, y compris dans la région française de l’Artois.
Lapugnoy est attesté sous les formes Le Pugnoie en 1199 ; Pugneia en 1200 ; Pugnoia en 1225 ; Le Puisnoie en 1343 ; La Pugnoye en 1381 ; La Pennoy en 1631 ; Peugnoy en 1720 ; Pugnoie-Esques en 1739 ; 
Ecque Peugnoy au XVIIIe siècle; La Pugnoy en 1793 ; La Pugnoy et Lapugnoy depuis 1801.
Le Comte Auguste de Loisne estime dans son Dictionnaire topologique du Pas-De-Calais que la terminaison OY ou OIE reproduit le suffixe latin -ETUM qui désigne un bois d’après les essences qu’il contient. Pour lui, lapugnoy est le pennoy, pinetum : le « bois de pins ou de sapins ».

## Histoire
La commune a bénéficié d'une immigration polonaise dans les années 1920. Des ouvriers sont arrivés de Pologne, sans famille ni mobilier, en bateau puis en train, par la gare de Chocques, pour être installés des baraquements par leurs employeurs, qui avaient besoin  de main-d’œuvre pour la remise en fonctionnement des mines, partiellement détruites pendant la guerre.

## Politique et administration

### Découpage territorial
La commune se trouve dans l'arrondissement de Béthune du département du Pas-de-Calais.

#### Commune et intercommunalités
La commune est membre de la communauté d'agglomération de Béthune-Bruay, Artois-Lys Romane qui regroupe 100 communes et compte 275 327 habitants en 2021.

#### Circonscriptions administratives
La commune est rattachée au canton de Béthune.

#### Circonscriptions électorales
Pour l'élection des députés, la commune fait partie de la neuvième circonscription du Pas-de-Calais.

### Élections municipales et communautaires

#### Liste des maires
| Période                                  | Période                    | Identité         | Étiquette | Qualité |
| ---------------------------------------- | -------------------------- | ---------------- | --------- | --- |
| Les données manquantes sont à compléter. |                            |                  |           | |
| mai 1925                                 | avril 1928                 | Cyr Bouchart     | SFIO      | Cabaretier Décédé en fonction |
| juin 1928                                | mai 1935                   | Fernand Delforge | SFIO      | Ajusteur |
| mai 1935                                 | 1944                       | Alexandre Pollet | SFIO      | Ouvrier mineur |
| Les données manquantes sont à compléter. |                            |                  |           | |
| 1977                                     | 1989                       | Joseph Quidet    |           | |
| mars 1989                                | En cours (au 24 mars 2022) | Alain Delannoy   | PS        | Infirmier Conseiller général de Béthune-Sud (1998 → 2015) Conseiller départemental de Béthune (2015 → 2021) Réélu pour le mandat 2014-2020, Réélu pour le mandat 2020-2026, |

## Population et société

### Démographie
Les habitants sont appelés les Punéens.

#### Évolution démographique
L'évolution du nombre d'habitants est connue à travers les recensements de la population effectués dans la commune depuis 1793. Pour les communes de moins de 10 000 habitants, une enquête de recensement portant sur toute la population est réalisée tous les cinq ans, les populations de référence des années intermédiaires étant quant à elles estimées par interpolation ou extrapolation. Pour la commune, le premier recensement exhaustif entrant dans le cadre du nouveau dispositif a été réalisé en 2008.

En 2022, la commune comptait 3 500 habitants, en évolution de +1,39 % par rapport à 2016 (Pas-de-Calais : −0,72 %, France hors Mayotte : +2,11 %).
| 1793 | 1800 | 1806 | 1821 | 1831 | 1836 | 1841 | 1846 | 1851 |
| ---- | ---- | ---- | ---- | ---- | ---- | ---- | ---- | ---- |
| 304  | 336  | 365  | 422  | 475  | 494  | 528  | 551  | 638  |

| 1856 | 1861 | 1866 | 1872 | 1876  | 1881  | 1886  | 1891  | 1896  |
| ---- | ---- | ---- | ---- | ----- | ----- | ----- | ----- | ----- |
| 829  | 904  | 980  | 916  | 1 139 | 1 312 | 1 478 | 1 677 | 1 763 |

| 1901  | 1906  | 1911  | 1921  | 1926  | 1931  | 1936  | 1946  | 1954  |
| ----- | ----- | ----- | ----- | ----- | ----- | ----- | ----- | ----- |
| 1 885 | 2 074 | 2 168 | 2 867 | 2 673 | 2 333 | 2 250 | 2 284 | 2 220 |

| 1962  | 1968  | 1975  | 1982  | 1990  | 1999  | 2006  | 2008  | 2013  |
| ----- | ----- | ----- | ----- | ----- | ----- | ----- | ----- | ----- |
| 2 678 | 2 556 | 3 259 | 3 375 | 3 426 | 3 310 | 3 292 | 3 286 | 3 425 |

| 2018  | 2022  | - | - | - | - | - | - | - |
| ----- | ----- | - | - | - | - | - | - | - |
| 3 467 | 3 500 | - | - | - | - | - | - | - |

#### Pyramide des âges
En 2018, le taux de personnes d'un âge inférieur à 30 ans s'élève à 35,6 %, soit en dessous de la moyenne départementale (36,7 %). À l'inverse, le taux de personnes d'âge supérieur à 60 ans est de 25,9 % la même année, alors qu'il est de 24,9 % au niveau départemental.
En 2018, la commune comptait 1 631 hommes pour 1 836 femmes, soit un taux de 52,96 % de femmes, légèrement supérieur au taux départemental (51,50 %).
Les pyramides des âges de la commune et du département s'établissent comme suit.
| Hommes | Classe d’âge | Femmes |
| ------ | ------------ | ------ |
| 0,3    | 90 ou +      | 1,3    |
| 5,9    | 75-89 ans    | 9,5    |
| 16,7   | 60-74 ans    | 17,8   |
| 19,3   | 45-59 ans    | 17,9   |
| 20,6   | 30-44 ans    | 19,4   |
| 17,2   | 15-29 ans    | 15,6   |
| 20,0   | 0-14 ans     | 18,5   |

| Hommes | Classe d’âge | Femmes |
| ------ | ------------ | ------ |
| 0,5    | 90 ou +      | 1,6    |
| 5,6    | 75-89 ans    | 8,9    |
| 16,7   | 60-74 ans    | 18,1   |
| 20,2   | 45-59 ans    | 19,2   |
| 18,9   | 30-44 ans    | 18,1   |
| 18,2   | 15-29 ans    | 16,2   |
| 19,9   | 0-14 ans     | 17,9   |

## Économie

### Revenus de la population et fiscalité
En 2021, la commune compte 1 466 ménages fiscaux, regroupant 3 402 personnes.
Le revenu fiscal médian par ménage, le taux de pauvreté des ménages et la part des ménages fiscaux imposés de la commune, du département du Pas-de-Calais et de la métropole sont les suivants :
- le revenu fiscal médian par ménage de la commune est de 21 470 €, supérieur à celui du département du Pas-de-Calais (20 720 €) et inférieur à celui de la France métropolitaine (23 080 €)[Insee 1],[Insee 2],[Insee 3] ;
- le taux de pauvreté des ménages de la commune est de 15 %, de 18,4 % au niveau du département et de 14,9 % au niveau de la métropole[Insee 4],[Insee 5],[Insee 6] ;
- la part des ménages fiscaux imposés dans la commune est de 48 %, de 44,1 % au niveau du département et de 53,4 % au niveau de la métropole[Insee 1],[Insee 2],[Insee 3].

## Culture locale et patrimoine

### Lieux et monuments
- L'église Saint Vaast.
- Le monument aux morts[51].
- Le parc de la Clarence de Lapugnoy, sur le site de l'ancienne gare de triage.
- Le Lapugnoy Military Cemetery ; y sont enterrés des soldats de la Première Guerre mondiale (966 Britanniques et 349 Canadiens) et de la Seconde (11 Britanniques)[52].

### Personnalités liées à la commune
- Jacques Legros (1951-), directeur de l'information de TF1, fils d'Aimée Legros, enseignant, adjointe du maire Joseph Quidet, né à Lapugnoy.

### Héraldique
| Blason de Lapugnoy | Blason  | Coupé : au 1er parti au I de sable à trois épieux d'argent, au II de gueules à la croix d'argent chargée de cinq mouchetures d'hermine de sable, au 2e d'or au chevron d'azur accompagné de trois hures de sanglier de sable. |
| Blason de Lapugnoy | Détails | Adopté par la municipalité en 1991. |

## Pour approfondir

#### Bases de données, dictionnaires et encyclopédies
- Ressources relatives à la géographie :   - Insee (communes)
  - Ldh/EHESS/Cassini
- Ressource relative à plusieurs domaines :   - Annuaire du service public français
- Notices d'autorité :   - BnF (données)